# 中国共产党第十八届中央委员会第七次全体会议
中国共产党第十八届中央委员会第七次全体会议（简称中共十八届七中全会）于2017年10月11日至14日在北京召开。
全会根据中共中央政治局建议，决定中国共产党第十九次全国代表大会于2017年10月18日在北京召开。
全会由中央政治局主持，并由中央委员会总书记习近平作重要讲话。十八届七中全会是第十八届中央委员会最后一次全体会议，中共十九大将会紧接着召开，选举产生第十九届中央委员会。
全会听取了习近平代表十八届中央政治局做的工作报告，审议并通过了十八届中央委员会、十八届中央纪律检查委员会向十九大做的工作报告，审议并通过了《中国共产党章程（修正案）》，决定将这3份文件提请党的十九大审查和审议。全会高度评价了本届党中央在五年任期内的工作，并首次在公报中用大篇幅高度评价了本届中纪委的工作，再次强调了习近平的核心地位。
全会按照党章规定，决定递补中共第十八届中央候补委员崔波、舒晓琴、马顺清、王建军、李强、陈武、陈鸣明、赵立雄、赵树丛、段春华、洛桑江村为中央委员会委员。听取了中央纪委、中央军委对孙政才、王建平等十五人严重违纪问题的审查报告，确认中央政治局之前作出的给予孙政才、黄兴国、孙怀山、吴爱英、苏树林、王三运、项俊波、王建平、田修思、李云峰、杨崇勇、莫建成开除党籍处分，给予李立国、杨焕宁留党察看二年处分，给予张喜武撤销党内职务处分。
本次全会是中共有史以来递补和处分中央委员最多的一次。另外，本届中央候补委员中排名较高的刘学普、竺延风、郑群良、赵金被“跳过”，没有被递补为中央委员，原因不明。